# ان‌جی‌سی ۵۹۹۹
ان‌جی‌سی ۵۹۹۹ (انگلیسی: NGC 5999) یک خوشه باز در صورت فلکی گونیا است. این خوشه ۵۳۱۰ سال نوری از زمین فاصله دارد.